# Barrio el Calvario
Barrio el Calvario är en ort i Mexiko, tillhörande kommunen Jilotzingo i den västra delen av delstaten Mexiko. Orten hade 195 invånare vid folkräkningen 2010.